# ريكس هاريسون

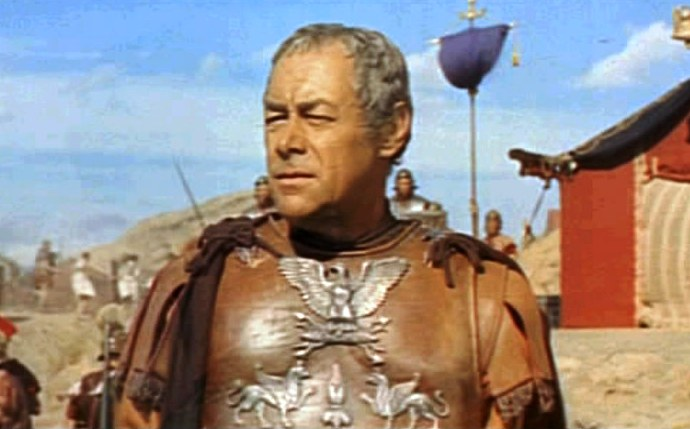
ريكس هاريسون في لقطة من فيلم كليوباترا عام 1963.

السير ريجينالد كاري «ريكس» هاريسون (بالإنجليزية: Rex Harrison)‏ (5 مارس 1908 - 2 يونيو 1990) هو ممثل إنجليزي على المسرح والشاشة. بدأ هاريسون مسيرته المهنية على المسرح في عام 1924. خدم في سلاح الجو الملكي خلال الحرب العالمية الثانية ووصل إلى رتبة ملازم طيران. حصل على جائزة توني لأول مرة عن أدائه لدور هنري الثامن في مسرحية «آن ذات الألف يوم» في عام 1949. وفاز بجائزة توني ثانية عن دور البروفيسور هنري هيغنز في الإنتاج المسرحي «سيدتي الجميلة» في عام 1957. أعاد نفس الدور في الفيلم المقتبس عن المسرحية عام 1964 والذي أكسبه جائزة غولدن غلوب وجائزة الأوسكار لأفضل ممثل.
بالإضافة إلى مسيرته المسرحية، ظهر هاريسون أيضا في العديد من الأفلام، بما في ذلك أنا وملك سيام (1946)، الشبح والسيدة موير (1947)، كليوباترا (1963)، ولعب دور الطبيب الإنجليزي الذي يتحدث إلى الحيوانات دكتور دوليتل (1967). تم منح هاريسون لقب فارس من قبل الملكة إليزابيث الثانية في يوليو 1989. أصدر هاريسون سيرته الذاتية الأولى في عام 1975. وقد نُشر كتابه الثاني، «عمل جدي: حياتي في الكوميديا»، بعد وفاته في عام 1991. تزوج هاريسون ست مرات وكان له ولدان: نويل وكاري هاريسون. واصل العمل في إنتاج المسرحيات حتى قبل فترة قصيرة من وفاته بسرطان البنكرياس في يونيو 1990 عن عمر يناهز 82 عاما.

## روابط خارجية
- ريكس هاريسون على موقع IMDb (الإنجليزية)
- ريكس هاريسون على موقع الموسوعة البريطانية (الإنجليزية)
- ريكس هاريسون على موقع روتن توميتوز (الإنجليزية)
- ريكس هاريسون على موقع مونزينجر (الألمانية)
- ريكس هاريسون على موقع ألو سيني (الفرنسية)
- ريكس هاريسون على موقع ميوزك برينز (الإنجليزية)
- ريكس هاريسون على موقع تيرنر كلاسيك موفيز (الإنجليزية)
- ريكس هاريسون على موقع أول موفي (الإنجليزية)
- ريكس هاريسون على موقع قاعدة بيانات برودواي على الإنترنت (الإنجليزية)
- ريكس هاريسون على موقع قاعدة بيانات الأفلام السويدية (السويدية)